# Marta Wojtkuńska
Marta Wojtkuńska (ur. 15 listopada 1985) – polska lekkoatletka specjalizująca się w biegach średniodystansowych i biegach długodystansowych, medalistka mistrzostw Polski, reprezentantka Polski, medalistka mistrzostw Europy w biegach przełajowych w kategorii U-23.

## Kariera sportowa
Była zawodniczką Vectry Włocławek.
Reprezentowała Polskę na mistrzostwach Europy juniorów w 2003 (8. miejsce w biegu na 1500 metrów, z wynikiem 4:23,58), mistrzostwach świata juniorów w 2004 (7. miejsce, z wynikiem 4:19,59), młodzieżowych mistrzostwach Europy w 2007 (8. miejsce w biegu na 10 000 metrów, z wynikiem 34:42,64), mistrzostwach Europy w biegach przełajowych w 2006 (18. miejsce indywidualnie i 2. miejsce drużynowo w kategorii U-23) i mistrzostwach Europy w biegach przełajowych w 2007 (17. miejsce indywidualnie i 3. miejsce drużynowo w kategorii U-23)
Na mistrzostwach Polski seniorów zdobyła jeden medal, brązowy w biegu na 10 000 metrów w 2007. 
24 stycznia 2004 poprawiła halowy rekord Polski juniorek w biegu na 3000 metrów, wynikiem 9:37,21. wynik ten poprawiła dopiero 26.01.2013 Sofia Ennaoui, która uzyskała wynik 9:24,51.
Rekordy życiowe: 
- 1500 m - 4:23,37 (2.09.2007)
- 3000 m - 9:31,71 (16.06.2007)
- 5000 m - 16:04,79 (9.09.2007)
- 10 000 m - 33:49,90 (5.05.2007)